# Hemithyrsocera sabahwakensis
Hemithyrsocera sabahwakensis es una especie de cucaracha del género Hemithyrsocera, familia Ectobiidae.

## Distribución
Esta especie se encuentra en isla de Borneo.